# Brandenburg (deelstaat)
Brandenburg (Nedersaksisch: Brannenborg, Nedersorbisch: Kraj Bramborska) is een deelstaat in het oosten van Duitsland. Het is een relatief dunbevolkte deelstaat, die georiënteerd is op de stad Berlijn, die wel bij het historische Brandenburg hoort, maar er sinds 1920 als een enclave middenin ligt. De hoofdstad is Potsdam. Een andere grotere stad is Cottbus in het zuidoosten, in het gebied waar zich de kleine Sorbische minderheid bevindt.
De deelstaat telt 2.531.071 inwoners (31 december 2020) op een oppervlakte van 29.654,36 km². Op 31 december 2018 had 4,66% van de inwoners een niet-Duits staatsburgerschap (118.027 niet-Duitsers) en hadden 1.055 inwoners het Nederlandse staatsburgerschap.
Brandenburg grenst in het oosten aan Polen en aan de deelstaten Mecklenburg-Voor-Pommeren in het noorden, Saksen in het zuiden, Saksen-Anhalt in het westen en Nedersaksen in het uiterste noordwesten.

## Bestuurlijke indeling
Brandenburg is onderverdeeld in veertien Landkreisen en vier kreisfreie steden.

### Landkreisen
1. Barnim
2. Dahme Spreewald
3. Elbe-Elster
4. Havelland
5. Märkisch Oderland
6. Oberhavel
7. Oberspreewald-Lausitz
8. Oder-Spree
9. Ostprignitz-Ruppin
10. Potsdam-Mittelmark
11. Prignitz
12. Spree-Neiße
13. Teltow-Fläming
14. Uckermark

### Kreisfreie steden
1. Brandenburg an der Havel
2. Cottbus
3. Frankfurt (Oder)
4. Potsdam

## Politiek
De wetgevende macht van de deelstaat Brandenburg ligt in handen van de Landdag, die 88 leden telt. Het parlement is gehuisvest in het Potsdamer Stadtschloss te Potsdam.
Brandenburg was de eerste Duitse deelstaat ooit waar een verkeerslichtcoalitie (Ampelkoalition) tot stand werd gebracht. Dat gebeurde in 1990, bij de eerste deelstaatverkiezingen na de Duitse hereniging. Hierbij namen de sociaaldemocratische SPD, de liberale FDP en Bündnis 90 deel aan het bestuur van de deelstaat.
De meest recente verkiezingen voor de Landdag van Brandenburg vonden plaats op 22 september 2024. De SPD, sinds 1990 de grootste partij in Brandenburg, wist wederom de meeste zetels te bemachtigen. Nipt daarachter eindigde de rechts-radicale AfD, die sinds 2014 een forse groei kent. De regerende Kenia-coalitie (bestaande uit SPD, CDU en Bündnis 90/Die Grünen), die vanaf 2019 aan de macht was geweest, kon niet worden voortgezet. Bündnis 90/Die Grünen haalde de kiesdrempel niet en datzelfde gold voor Die Linke, die tussen 2009 en 2019 nog in de Brandenburgse regering hadden gezeteld als deel van een rood-rode coalitie. Aangezien een samenwerking met de AfD door alle andere partijen uitsloten werd, bleef voor minister-president Dietmar Woidke (SPD) slechts de mogelijkheid over een kabinet te vormen met de Bündnis Sahra Wagenknecht (BSW), een partij die zich van Die Linke had afgesplitst. Het kabinet Woidke-IV trad aan op 11 december 2024.

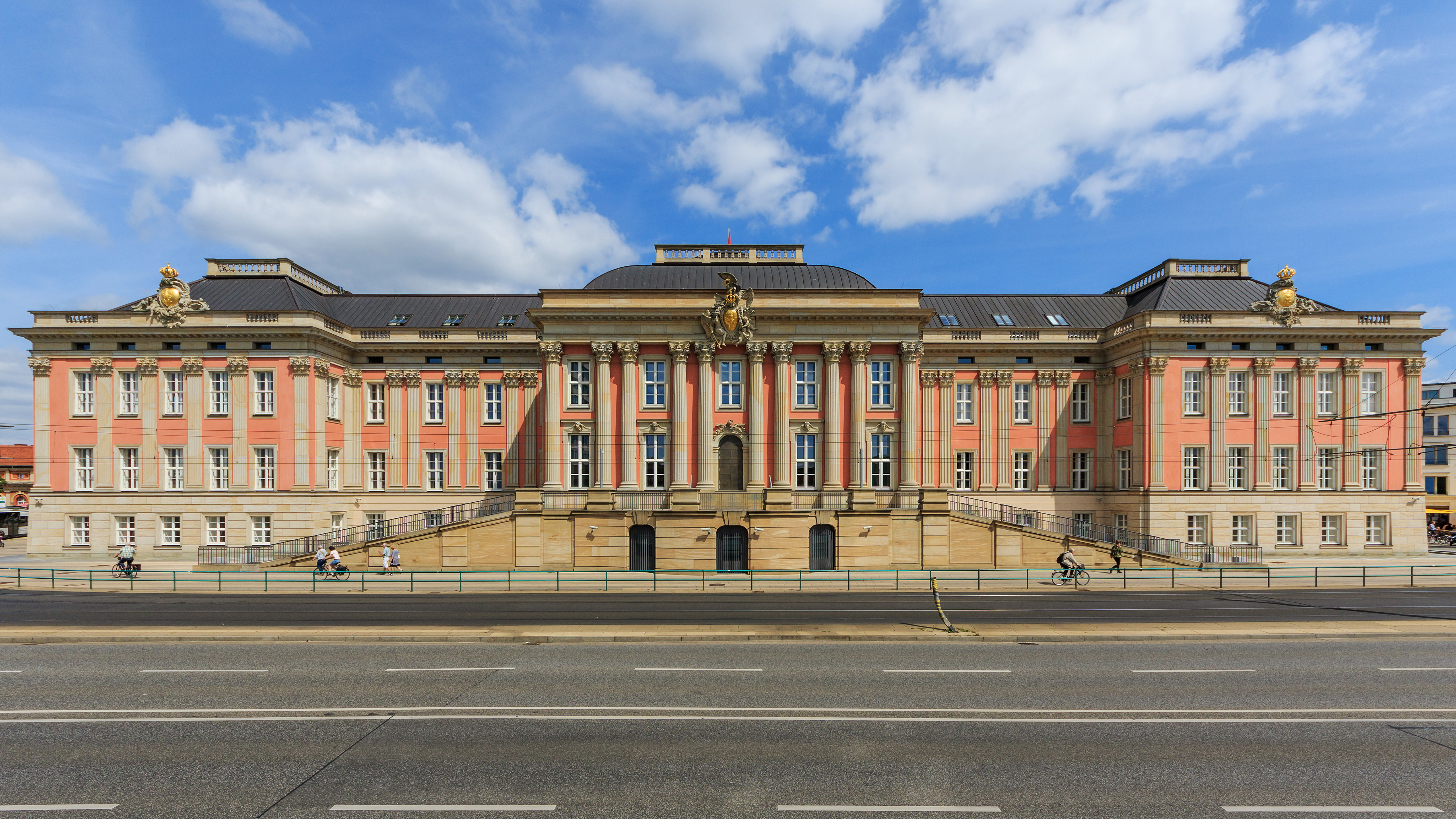
Landdagsgebouw van Brandenburg in Potsdam

| Verkiezingsuitslag 2024 | Verkiezingsuitslag 2024 | Verkiezingsuitslag 2024 | Verkiezingsuitslag 2024 | Verkiezingsuitslag 2024 |
|                         | Partij                  | %                       | Zetels                  | Verschil                |
| ----------------------- | ----------------------- | ----------------------- | ----------------------- | ----------------------- |
|                         | SPD                     | 30,9%                   | 32                      | +7                      |
|                         | AfD                     | 29,2%                   | 30                      | +7                      |
|                         | BSW                     | 13,5%                   | 14                      | +14                     |
|                         | CDU                     | 12,1%                   | 12                      | −3                      |
|                         | Bündnis 90/Die Grünen   | 4,1%                    | 0                       | −10                     |
|                         | Die Linke               | 3,0%                    | 0                       | −10                     |
|                         | BVB / Freie Wähler      | 2,6%                    | 0                       | −5                      |
|                         | FDP                     | 0,8%                    | 0                       | -                       |
|                         | Overigen                | 3,8%                    | 0                       | -                       |
|                         | Totaal                  | 100%                    | 88                      |                         |